# Liste der Kulturgüter in Courchavon
Die Liste der Kulturgüter in Courchavon enthält alle Objekte in der Gemeinde Courchavon im Kanton Jura, die gemäss der Haager Konvention zum Schutz von Kulturgut bei bewaffneten Konflikten, dem Bundesgesetz vom 20. Juni 2014 über den Schutz der Kulturgüter bei bewaffneten Konflikten sowie der Verordnung vom 29. Oktober 2014 über den Schutz der Kulturgüter bei bewaffneten Konflikten unter Schutz stehen.
Objekte der Kategorie A sind im Gemeindegebiet nicht ausgewiesen, Objekte der Kategorie B sind vollständig in der Liste enthalten, Objekte der Kategorie C fehlen zurzeit (Stand: 1. Januar 2023).

## Kulturgüter
| Foto |                                                                                    | Objekt                                                                                              | Kat. | Typ | Standort                            | Beschreibung |
| ---- | ---------------------------------------------------------------------------------- | --------------------------------------------------------------------------------------------------- | ---- | --- | ----------------------------------- | ------------ |
| ja   | Datei hochladen · Wikidata zu Ehemaliger Glockenturm (Q29785362)                   | Ehemaliger Glockenturm / Ancien clocher KGS-Nr.: 03490                                              | B    | G   | Près de l’Église 42 571094 / 254353 |              |
| ja   | Datei hochladen · Wikidata zu Kirche Saint-Jean-l’Évangeliste (Q29785364)          | Kirche Saint-Jean-l’Évangeliste / Église Saint-Jean-l’Evangéliste KGS-Nr.: 03491                    | B    | G   | Route de Mormont 37 571065 / 254534 |              |
| BW   | Datei hochladen · Wikidata zu Ruine Schloss Châtelvouhay - Mittelalter (Q29785366) | Mittelalterliche Burgruine Châtelvouhay / Ruines du château médiéval de Châtelvouhay KGS-Nr.: 03492 | B    | F   | Le Gros Jardin 570970 / 254170      |              |